# Norfolk Broads

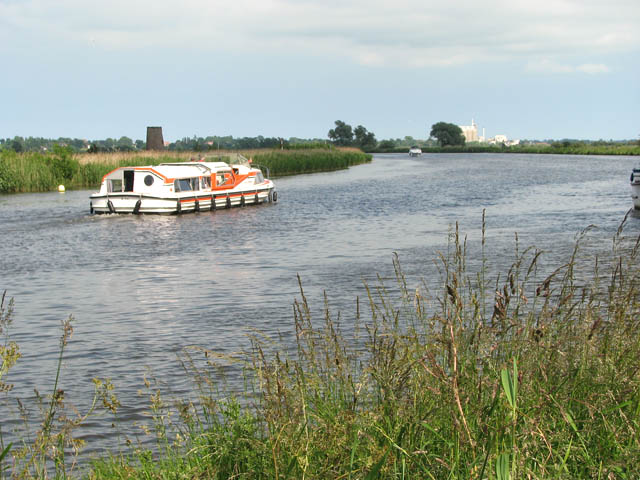
Fluss Yare bei Cantley

Die Norfolk Broads (eigentlich: Norfolk & Suffolk Broads; englisch nur: The Broads) sind eine Landschaft aus Flüssen, Seen, Marschland und Sumpfgebieten in den englischen Grafschaften Norfolk und Suffolk. Sie bilden seit 1978 den Nationalpark „The Broads“ und haben eine Größe von rund 300 Quadratkilometern. Abgesehen von den Flüssen wurde die Landschaft über Jahrhunderte künstlich angelegt.

## Lage und Beschreibung
Die Broads liegen in East Anglia und reichen bei Great Yarmouth und bei Horsey auf wenigen Kilometern an die Küste der Nordsee.
Das Gewässersystem ist durch die drei Hauptflüsse Yare, Bure und Waveney strukturiert. Yare und Waveney vereinen sich im Breydon Water, das sich bei Great Yarmouth wieder zu einem Flusslauf verengt, in den auch von Norden her der Bure mündet. Neben dieser Mündung in das Meer besteht in Lowestoft auch eine Verbindung des Waveney am Oulton Broad zur Nordsee, die jedoch durch eine Schleuse führt und wenig genutzt wird.

### Yare und Nebenfluss Chet
Die Schiffbarkeit des Yare beginnt bei Norwich. Die 25 Kilometer bis zur Mündung in Great Yarmouth führen vorbei an Thorpe St Andrew, Brundall, dem Abzweig nach Rockland St Mary, Cantley, Reedham und Berney Arms mit der größten Entwässerungsmühle der Broads, Berney Arms Mill. In Norwich mündet der Fluss Wensum, an dem der denkmalgeschützte Wehrturm Cow Tower liegt, in den Yare. Flussaufwärts der Reedham Ferry mündet der aus Loddon kommende Chet in den Yare. Flussabwärts der Reedham Ferry verbindet der Kanal Haddiscoe-Cut den Yare mit dem Waveney.

### Waveney

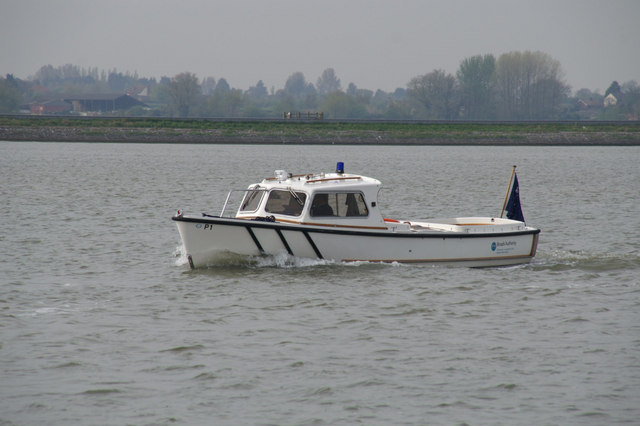
Ranger Patrouillenboot auf Breydon Water

Der Waveney entspringt bei dem Ort Redgrave in Suffolk und ist ab der Schleuse von Geldeston schiffbar. Er bildet die Grenze zwischen den Grafschaften Norfolk und Suffolk und führt über Beccles, Burgh St Peter, Somerleyton, St Olaves (wo der Kanal Haddiscoe Cut zum Yare führt) und Burgh Castle in das Breydon Water.

### Bure und Nebenflüsse Ant und Thurne

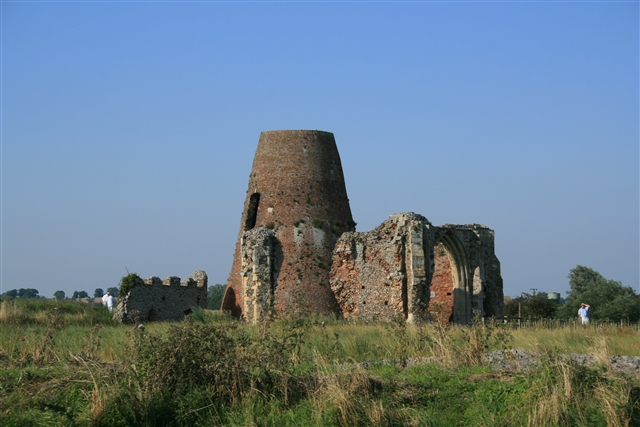
Ruine St Benet’s Abbey am Bure

Von Norden kommt der Bure, der bei Melton Constable, 18 Kilometer von Aylsham entfernt, entspringt. Seine Schiffbarkeit beginnt bei Coltishall und Horstead. Sein Verlauf führt nach Belaugh, Wroxham, vorbei am Wroxham Broad und am Salhouse Broad, und Horning zum Abzweig des Stichkanals, der nach Ranworth mit der Kirche St Helen’s und zum Ranworth Broad führt. Der Bure verläuft weiter seewärts zur Einmündung das Ant bei St Benet’s Abbey. Der Bure erreicht danach die Einmündung des Thurne und windet sich vorbei an Acle und Stokesby nach Great Yarmouth, wo er selbst in den Yare mündet.
Der Ant entspringt bei Antingham in North Norfolk. Im frühen 19. Jahrhundert entstand der North-Walsham-und-Dilham-Kanal, der die Schiffbarkeit des Ant bis North Walsham verlängern sollte. Diese beginnt bei der Weyford Bridge. Ein Zweig des Ant kommt von dem Ort Stalham und vereinigt erreicht der Fluss bei Barton Turf den Barton Broad und mündet kurz unterhalb der Brücke von Ludham in den Bure.
Der Thurne entspringt bei der Ortschaft West Somerton unweit der Nordseeküste. Bei Martham trifft er auf den Abzweig, der zum Hickling Broad und zum Horsey Mere führt. Er passiert Potter Heigham, bevor er nach dem Abzweig des nach Westen nach Ludham verlaufenden Womack Water in den Bure mündet.

## Geschichte

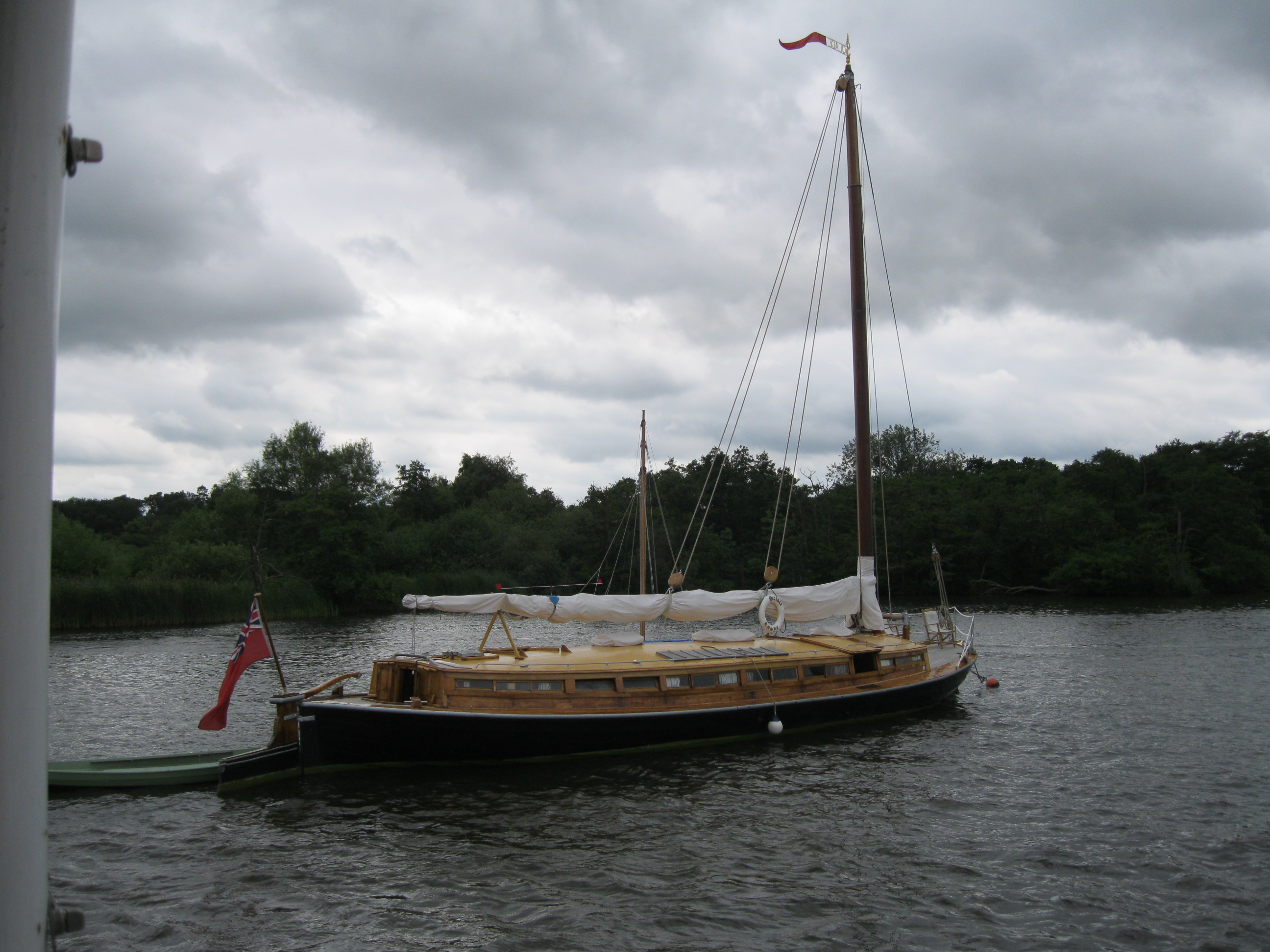
Norfolk Wherry Solus auf dem Wroxham Broad

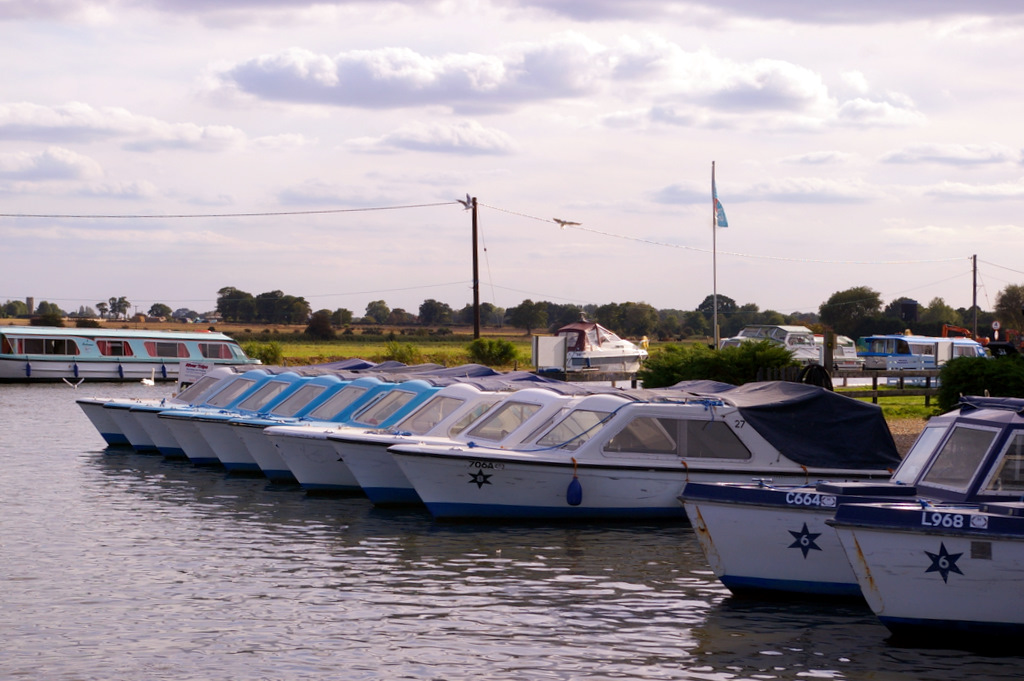
Bootsverleih bei Potter Heigham

Im Mittelalter wurden die reichlichen Vorkommen von Torf als Heizmaterial abgebaut („gestochen“). Als im 13. Jahrhundert größere Fluten zu Überschwemmungen führten, liefen die entstandenen Geländevertiefungen voll. Es entstanden die im englischen als Broads bezeichneten Seen.
Die üblichen Transportwege für Torf, landwirtschaftliche Produkte und Baustoffe waren die in der Frühzeit entstandenen Flüsse. Zur Optimierung des Gütertransports wurden Flussläufe ausgebaut und Kanäle sowie Schleusen geschaffen. Mit Ausnahme des Haddiscoe-Cut bzw. New-Cut zwischen den Unterläufen von Yare und Waveney wurde der Betrieb der Kanäle und Schleusen im 19. Jahrhundert mit dem Siegeszug der Eisenbahn eingestellt.
In der spätviktorianischen Zeit Anfang des 20. Jahrhunderts kam es in Mode, Bootsausfahrten auf den Flüssen und Seen zu unternehmen. Nach dem Zweiten Weltkrieg, in dem in den Broads Stützpunkte der Luftstreitkräfte entstanden (Coltishall, Ludham) und Anti-Invasionsvorkehrungen getroffen wurden, erhielt die Vermietung von Kabinenkreuzern an Urlauber größere Bedeutung. Die auf rund 200 Kilometern schiffbaren Wasserwege, die ursprünglich mit Frachtseglern des Typs Norfolk Wherry befahren wurden, entwickelten sich zu einem international beliebten Revier für Sportschiffer.
Gegen Ende des 20. Jahrhunderts geriet das Spannungsfeld zwischen Tourismusindustrie einerseits und Natur-, Landschafts- und Artenschutz andererseits vermehrt in den Mittelpunkt der Diskussion über die Zukunft der Broads.

## Broads Nationalpark
Die Norfolk Broads erhielten durch Gesetze aus den Jahren 1988 und 2009 den Status eines Nationalparks, von denen es im Vereinigten Königreich 15 gibt. Er erstreckt sich über 303 Quadratkilometer. Obwohl er nur 0,1 % der Fläche des Vereinigten Königreichs ausmacht, beherbergt sein Gebiet mehr als ein Viertel der seltenen Tierarten des Landes.

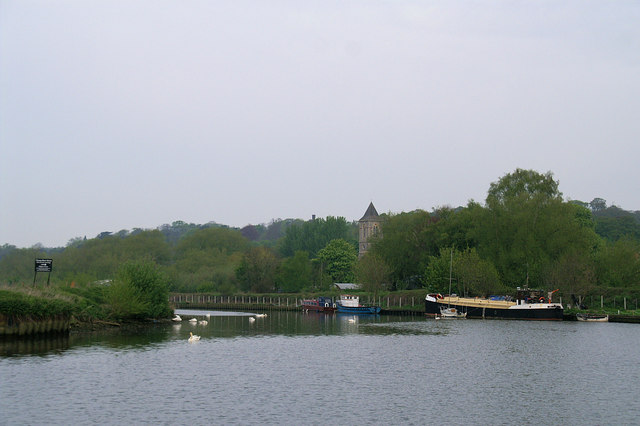
Einmündung des Kanals Haddiscoe-Cut am Yare

In dem Gebiet des Nationalparks leben rund 6.300 Einwohner. Die jährliche Zahl von Besuchern liegt in der Regel bei 7,5 Millionen Reisenden. Der Umsatz der Tourismusbranche liegt jährlich bei 438 Millionen Pfund Sterling.
Die Verwaltung des Nationalparks liegt bei der Broads Authority mit Sitz in Norwich.
Weite Teile der Broads gehören zu den europäischen Feuchtgebieten der Ramsar-Konvention.

## Tourismus

### Sportschifffahrt

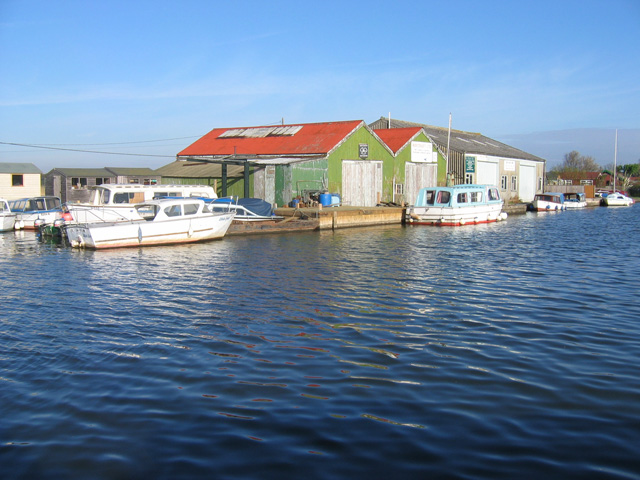
Bootsverleih bei Potter Heigham

Die Sportschifffahrt ist die Hauptattraktion der Norfolk Broads. Rund 2.000 Mietboote und 11.000 Privatboote sind auf den Broads registriert. Die wichtigsten Zentren für den Verleih von Segelbooten und motorisierten Kabinenkreuzern sind Wroxham, Stalham und Brundall.
Eine gesonderte Fahrerlaubnis wird für die Führung der Mietboote nicht verlangt. Die Verleihfirmen führen bei Übernahme eines Bootes eine kurze Einweisung durch. Bedenken bezüglich dieser Praxis werden angesichts der wirtschaftlichen Bedeutung der Branche nicht verfolgt, obwohl das Schifffahrtsrevier der Broads Herausforderungen bereithält, die oft zu gefährlichen Situationen und auch zu Unfällen führen.
Das gesamte Gewässersystem ist von den Gezeiten der Nordsee abhängig. Ist der Tidenhub an den Oberläufen der Flüsse und vor allem auf den Seen nur im Bereich weniger Zentimeter zu verspüren, fließt z. B. der Bure in Great Yarmouth vor der Einmündung in den Yare bei stark ab- oder auflaufendem Wasser mit einem Strom von bis zu 5 Knoten. Niedrige Brücken, die nur bei Niedrigwasser unterquert werden können, bilden eine zusätzliche Gefahr. Es wird empfohlen, solche Flussabschnitte nur bei Stauwasser zu durchqueren.

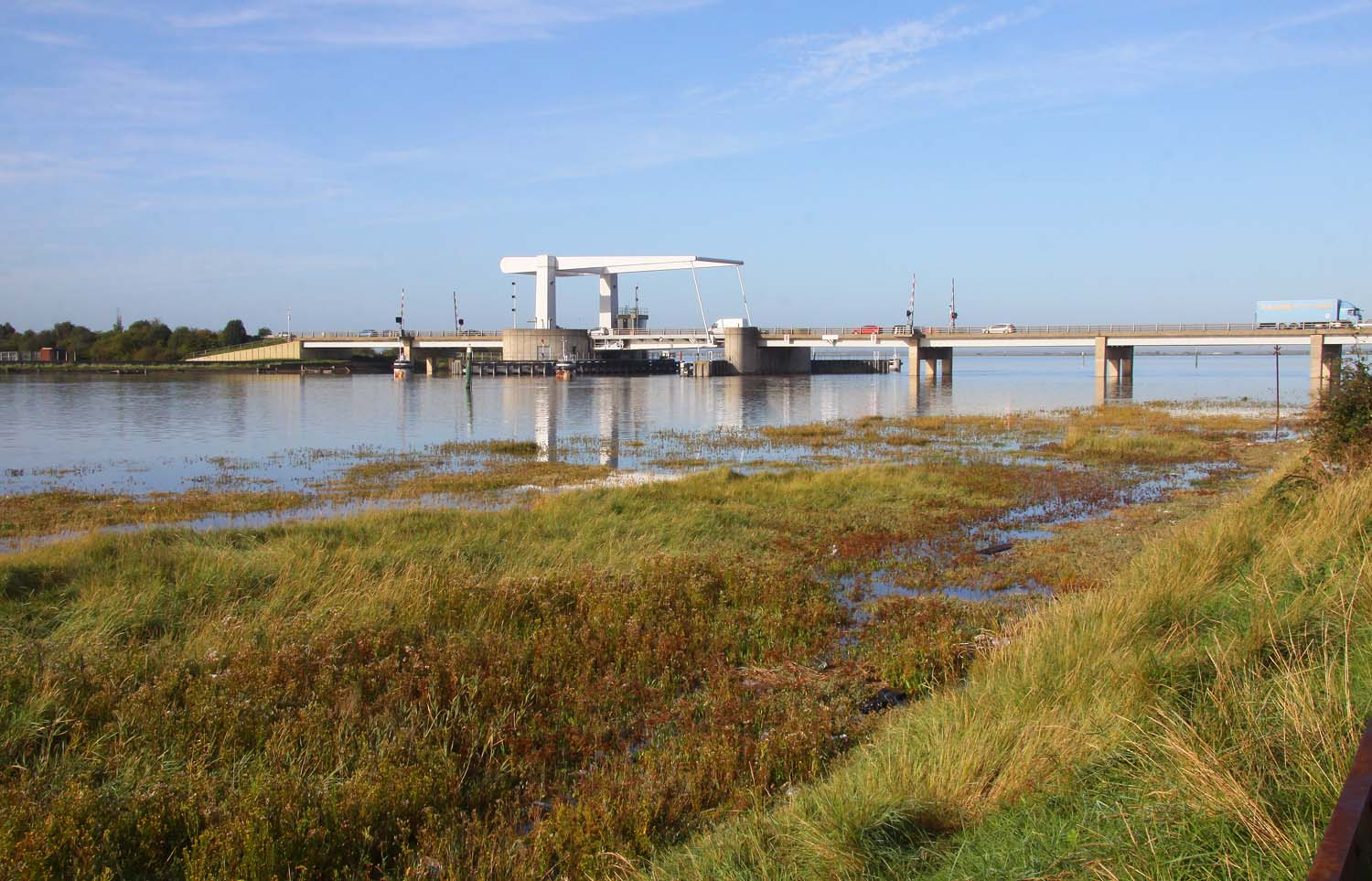
Breydon Bridge bei Great Yarmouth

Zum Schutz der Uferböschungen gegen Unterspülungen durch die von den Bootsschrauben verursachten Wasserwirbel besteht mit Ausnahme von Breydon Water auf allen Gewässern der Broads Geschwindigkeitsbegrenzungen. Diese wurden in den Jahren des Bestehens der Broads Authority sukzessive verschärft. Die Maximale Geschwindigkeit liegt bei 6 Knoten und die Antriebsmotoren der Mietboote sind entsprechend gedrosselt, so dass auch in einer Notsituation nicht durch ein kraftvolles Maschinenmanöver eingegriffen werden kann.
Weite Bereichen der Broads sind flaches Marschland und Wiesen. Der Wind ist ein weiterer, von ungeübten Urlaubern häufig verkannter Einflussfaktor auf das Verhalten eines Mietboots. Die häufig kastenförmige Bauweise der Aufbauten solcher Fahrzeuge bietet dem Wind reichlich Angriffsfläche. Wind und Strom richtig einzuschätzen, ist für das Passieren niedriger Brücken und für Anlegemanöver entscheidend.

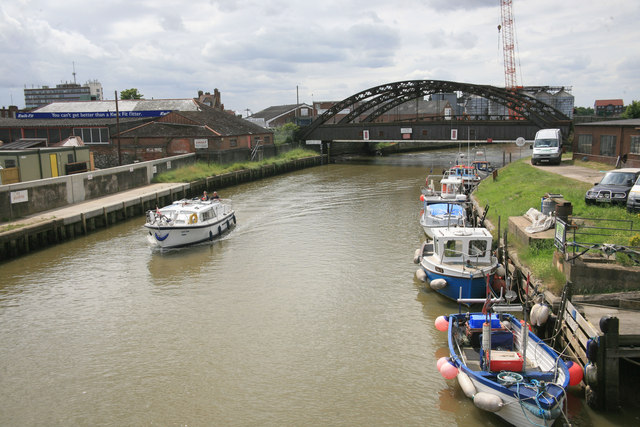
Bure in Great Yarmouth vor der Mündung in den Yare

Liegeplätze finden sich in künstlichen Häfen, an Gasthäusern sowie an Ufern von Flüssen und Seen. Neben gebührenpflichtigen Anlegern privater Besitzer bietet die Broads Authority eine Vielzahl freier Liegeplätze für maximal 24 Stunden. Die Mietboote sind mit Ankern („mud weights“) ausgestattet, die längere Aufenthalte auf Seen ermöglichen.

### Ferienhäuser
In den Norfolk Broads besteht ein Angebot zu mietender Ferienhäuser, zum Teil auch in Form von an Flüssen und Seen fest vertäuten, antriebslosen Hausbooten. Ferienhäuser für Touristen sind an der nahe gelegenen Küste der Nordsee deutlich zahlreicher; es bietet sich die Gelegenheit, die Attraktionen der Norfolk Broads mit einem Aufenthalt an den recht abgeschiedenen Stränden Ostenglands zu verbinden.

### Attraktionen

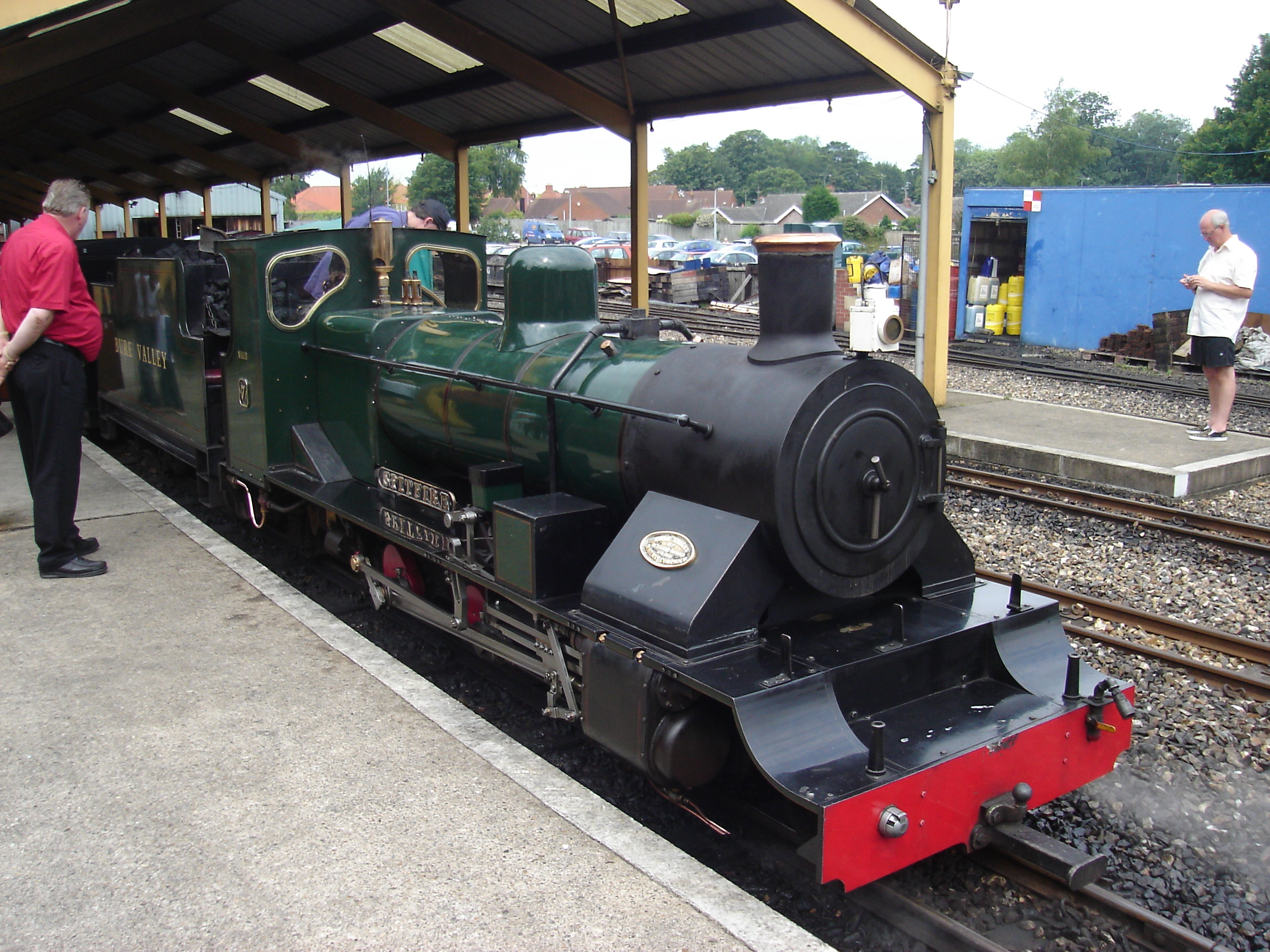
Bure Valley Railway

Neben historischen Monumenten hat die Tourismusbranche für Attraktionen wie Themenparks gesorgt. Die Schmalspurbahn Bure Valley Railway ist eine hervorgehobene Besonderheit.

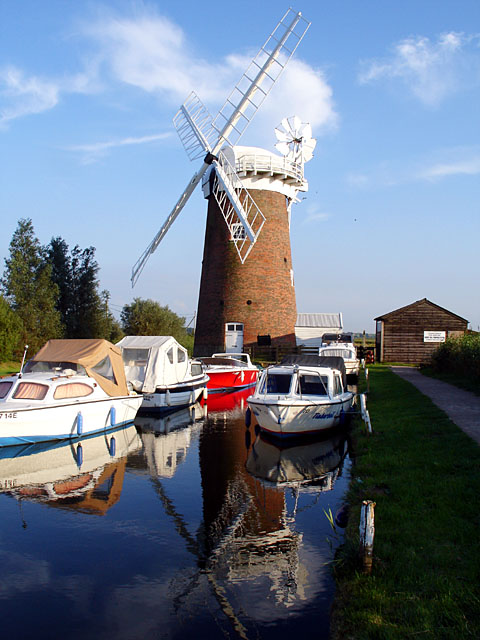
Horsey Entwässerungsmühle (National Trust)

Durch die Broads führen verschiedene Fernwanderwege und Fahrradrouten. Einrichtungen des Tier- und Naturschutzes wie der National Trust und die RSPB haben in besonderen Schutzgebieten Aussichtspunkte für die Beobachtung der Tierwelt eingerichtet. Besonders seltene Vögel sind von Interesse.